# Nuevo manual del cocinero cubano y español
El Nuevo manual del cocinero cubano y español con un tratado escojido [sic] de dulcería, pastelería y botillería, al estilo de Cuba es un libro de cocina publicado en 1864 en La Habana, Cuba española que comprende recetas tradicionales cubanas, como el mondongo a la criolla, el buñuelo de ñame o la vaca frita, así como recetas españolas. Fue escrito por J. P. Legran y contiene 728 recetas. 
En 1859 motivó la publicación de El cocinero puertorriqueño, otro recetario similar.